# Lillian Nordica

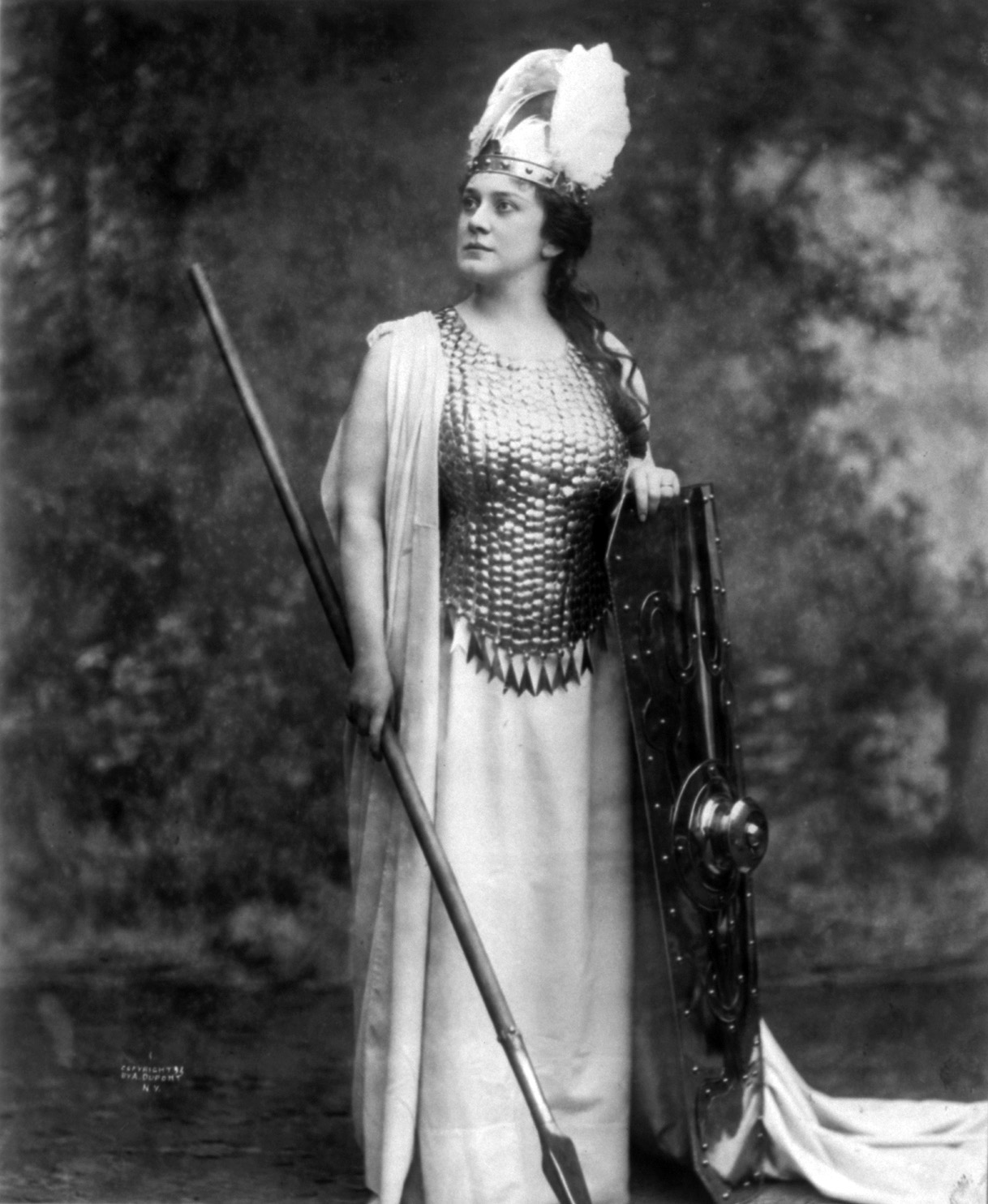
Lillian Nordica als Brünhild

Lillian Nordica, eigentlich Lillian Allen Norton (12. Dezember 1857 in Farmington, Maine – 10. Mai 1914 in Jakarta, Java) war eine US-amerikanische Opernsängerin (Sopran).

## Leben
Obwohl diese Künstlerin vorwiegend als englische Primadonna gefeiert wird, so hat sie doch zu oft in deutscher Sprache gesungen, um sie hier gänzlich übergehen zu können. Ihren ersten musikalischen Unterricht erhielt sie auf dem New England Conservatory in Boston von Professor John O’Neill. Ausgebildet, erschien sie zuerst in der Öffentlichkeit bei den Oratorienaufführungen der Bostoner Händel- und Haydn-Gesellschaft.
Noch im selben Jahre, 1877, kam sie als Solistin mit der Kapelle von Patrick S. Gilmore nach London. Sie gefiel, doch fühlte sie, dass ihre Stimme weiteren Studiums bedurfte und begab sich deshalb zu San Giovanni nach Mailand. Dort versuchte sie sich auch das erste Mal auf den Brettern, und zwar 1879 in Brescia als La traviata. Dieses Debüt fiel so günstig aus, dass sie sich sofort auf Gastreisen begab. Zunächst trat sie in Russland auf, wo sie bis 1882 große Erfolge errang (namentlich in Petersburg und Moskau), hierauf sang sie mehrere Jahre in Paris, 1886 erschien sie als „Traviata“ in London, von wo sie zu einer Tournee mit Adelina Patti nach Amerika eingeladen wurde.
Anfang der 1890er Jahre begrüßte man sie auch in Deutschland. Nachdem sie im Konzertsaal ihr reiches Können bewiesen hatte, traute sie sich auch auf die Bretter. Auf das Wirken der Künstlerin wurde man auch in Bayreuth aufmerksam und lud sie 1894 dorthin, um die „Elsa“ in „Lohengrin“ zu Gehör zu bringen. Die Erfolge, die sie daselbst erzielte, bestimmten sie, sich weiter mit Wagnerschen Partien zu beschäftigen, und ist sie seit dieser Zeit, namentlich in England, eine beliebte Darstellerin Wagnerscher Gestalten geworden. Nachdem Nordica mehrere Jahre Mitglied der Damrosch-Oper in Amerika gewesen war, wirkte sie ab 1900 als Mitglied des Metropolitan-Opernhause in New York, erschien jedoch auch wiederholt in Washington, Pittsburgh, Boston, Kalifornien etc.
Von 1891 bis 1910 sang sie in elf Spielzeiten an der Metropolitan Opera New York 19 Partien in 194 Vorstellungen.
1913 beendete sie ihre Bühnenkarriere an der Oper von Boston. 1913 gab sie ein Konzert in der New Yorker Carnegie Hall. Damit leitete sie eine Abschiedstournee um die ganze Welt ein.
Vor Neuguinea kam es zum Schiffbruch der „Taskin“. Dabei erkrankte sie an der Pneumonie und wurde in ein australisches Krankenhaus gebracht. Dies verließ sie im April 1914, um in Batavia eine bessere medizinische Versorgung zu erreichen, starb aber bald nach ihrer Ankunft.
Sie wurde eingeäschert und ihre Asche wurde damals an einem geheim gehaltenen Ort beigesetzt. Ihre Asche befindet sich heute auf dem Bayview – New York Bay Cemetery.
Sie war dreimal verheiratet: 1883 ehelichte sie Frederick A. Gower, der 1885 bei einem Ballonabsturz über dem Ärmelkanal den Tod fand. 1896 heiratete sie den ungarischen Bariton Zoltán Döhme (1869–1933), von dem sie sich aber bald scheiden ließ. Eine dritte Ehe 1909 geschlossen mit dem Londoner Bankier George W. Young scheiterte ebenfalls.

## Schriften
- Lillian Nordica’s Hints To Singers. Transcribed by William Armstrong. E.P. Dutton And Company, 1923, S. 5 – Internet Archive